# Читадела (Алесандрија)
Читадела (итал. Cittadella) је насеље у Италији у округу Алесандрија, региону Пијемонт.
Према процени из 2011. у насељу је живело 35 становника. Насеље се налази на надморској висини од 154 м.